# Przysieka (Koniecpol)
Przysieka – zniesiona część Koniecpola, położona w jego południowo-zachodniej części. Rozpościera się wzdłuż ulicy o nazwie Przedmieście Przysieka. Do 1954 samodzielna wieś związana administracyjnie z Magdaszem.
Nazwę zniesiono 1 stycznia 2025.

## Historia
W latach 1867–1954 Przysieka należała do gminy Koniecpol w powiecie radomszczańskim. W Kongresówce przynależała do guberni piotrkowskiej, a w II RP do woj. łódzkiego, gdzie 2 listopada 1933 wraz z wsią Magdasz utworzyła gromadę o nazwie Magdasz w gminie Koniecpol.
Podczas II wojny światowej włączony do Generalnego Gubernatorstwa. Po wojnie powrócono do stanu sprzed z 1939, a Przysieka nadal stanowiła część gromady Magdasz w gminie Koniecpol.
W związku z reformą znoszącą gminy jesienią 1954 roku, gromadę Magdasz (Magdasz i Przysiekę) włączono do Koniecpola, który równocześnie przyłączono do powiatu włoszczowskiego w woj. kieleckim. Obecnie należy do powiatu częstochowskiego w województwie śląskim.